# Laneuveville-en-Saulnois
Laneuveville-en-Saulnois é uma comuna francesa na região administrativa de Grande Leste, no departamento de Moselle. Estende-se por uma área de 6,49 km². Em 2010 a comuna tinha 303 habitantes (densidade: 46,7 hab./km²).